# Tiefseeheringe
Die Tiefseeheringe (Bathyclupeidae) sind, trotz ihres Namens, eine Familie der Barschverwandten (Percomorphaceae). Die Fische leben im Atlantik, im Indischen Ozean, im westlichen Pazifik und im Golf von Mexiko. Die bisher gefangenen Exemplare stammen aus Tiefen von 340 bis 778 Metern.

## Merkmale
Tiefseeheringe werden etwa 20 Zentimeter lang. Sie sind silbergrau, haben eine fast gerade Rückenlinie, große Augen und eine fast senkrecht stehende Maulspalte. Sie haben eine lange Afterflosse mit einem einzelnen Flossenstachel und 31 Wirbel. Die Rückenflosse sitzt auf der hinteren Körperhälfte. Beide unpaare Flossen sind mit Schuppen bedeckt.
Flossenformel: Dorsale I/8–10, Anale I/24–39, Pectorale 26–30.

## Gattungen und Arten
Es gibt zehn Arten in zwei Gattungen:
- Bathyclupea Alcock, 1891
  - Bathyclupea argentea Goode & Bean, 1896.
  - Bathyclupea elongata Trunov, 1975.
  - Bathyclupea gracilis Fowler, 1938.
  - Bathyclupea japanotaiwana Prokofiev, 2014.
  - Bathyclupea malayana Weber, 1913.
  - Bathyclupea megaceps Fowler, 1938.
- Neobathyclupea Prokofiev, 2014
  - Neobathyclupea hoskynii (Alcock, 1891).
  - Neobathyclupea melanoptera Prokofiev, Gon & Psomadakis, 2016.
  - Neobathyclupea nikparini (Prokofiev, 2014).
  - Neobathyclupea schroederi (Dick, 1962).